# Madeleine Saint-René Taillandier
Madeleine Saint-René Taillandier (Ruelle-sur-Touvre, 7 de julio de 1865-París, 1959) de soltera Madeleine-Marie-Louise Chevrillon, fue una escritora, traductora y filántropa francesa.

## Biografía
Hermana de André Chevrillon y sobrina de Hippolyte Taine, se casó con el diplomático Georges Sanint-René Taillandier (hijo de Saint-René Taillandier). Fueron los padres de Camille Mayran y los abuelos de Andrée Putman y de Noémi Hepp.
Colaboró en Le Figaro, Le Gaulois y la Revue des deux mondes.
En 1920, Edith Wharton, amiga de su hermano André Chevrillon le pidió una traducción de su novela La edad de la inocencia. Como de costumbre, Wharton supervisó la traducción, pasando así muchas tardes y noches con Madeleine Taillandier y su hija Marianne en el Pabellón Colombe. Se convirtieron en amigas íntimas, pero esta traducción fue su única colaboración profesional.
Miembro de la Société des gens de lettres, de la Union universelle des écrivains catholiques y de la Académie Racinienne, fue presidenta del jurado del premio Femina de 1923 a 1945.
Fue presidenta de la Unión de las mujeres de Francia (UFF) desde noviembre de 1938 hasta la fusión de la UFF en 1940 con las dos otras sociedades que formaban la Cruz Roja francesa, y después de la Comisión de los Asuntos exteriores de la Cruz Roja francesa en 1940, así como presidenta de la asociación de Hulst desde su fundación en 1923 hasta 1950.
La Academia francesa le entregó el premio Marcelin Guérin en 1921, el premio Viet en 1927, el premio Alice-Louis Barthou en 1939, el premio Eugène Carrière en 1942, el Premio du Budget en 1943, el Premio Thérouanne en 1946 y el Premio Gustave Le Métais-Larivière en 1956.

## Publicaciones
- En France et Belgique envahies: les soirées de la C.R.B. (En Francia y Bélgica invadida: las tardes de la C.R.B). (1919)
- Madame de Maintenon: L'énigme de sa vie auprès du grand roi (Madame de Maintenon: El enigma de su vida con el gran rey), prefacio de Paul Bourget. Hachette, 1920, prix Marcelin Guérin de l’Académie française en 1921.
- La princesse des Ursins: une grande dame française à la cour. d'Espagne sous Louis XIV (La princesa de los Ursinos: una gran dama francesa en la corte española de Luis XVI)(Hachette, 1926)
- Le mariage de Louis XIV (La boda de Luis XVI) (Hachette, 1928)
- Le grand roi et sa cour  (El gran rey y su corte) (Hachette, 1930)
- Henri IV avant la messe: l'école d'un roi (Enrique IV antes de la misa: la escuela de un rey) (Grasset, 1934)
- Le cœur du roi: Henri IV après la messe (El corazón del rey: Enrique IV después de la misa) (Grasset, 1937)
- Madame de Sévigné et sa fille (Madame de Sévigné y su hija) (Grasset, 1938)
- Racine (Raíz) (Grasset, 1940)
- Mon oncle Taine (Mi tío Taine) (Plon, 1942)
- La jeunesse du grand roi. Louis XIV et Anne d'Autriche (La juventud del gran rey. Luis XIV y Ana de Austria) (Plon, 1946), prix Thérouanne de la Academia francesa en 1946
- Ce monde disparu: souvenirs. 1. Syrie, Palestine, Liban, Maroc (Este mundo desaparecido: los recuerdos. 1. Siria, Palestina, Líbano, Marruecos) (Plon, 1947)
- La Tragédie de Port-Royal. La mère Angélique et la reine de Pologne (La tragedia de Port-Royal. La Madre Angélica y la Reina de Polonia) (Plon, 1950)
- Du Roi-Soleil au roi Voltaire: II. Lendemains du grand règne (Del Rey Sol al Rey Voltaire: II. Las secuelas del gran reinado) (1953)
- Silhouettes d'ambassadeurs: Paul Cambon, Jules Cambon, Camille Barrère, J.-J. Jusserand, Maurice Paléologue, Philippe Berthelot (Siluetas de embajadores: Paul Cambon, Jules Cambon, Camille Barrère, J.J. Jusserand, Maurice Paléologue, Philippe Berthelot) (1953)
- Du Roi-Soleil au roi Voltaire. En compagnie de Saint-Simon (Del Rey Sol al Rey Voltaire. En compañía de Saint-Simon) (1953)